# Wallburg Jäckelchen

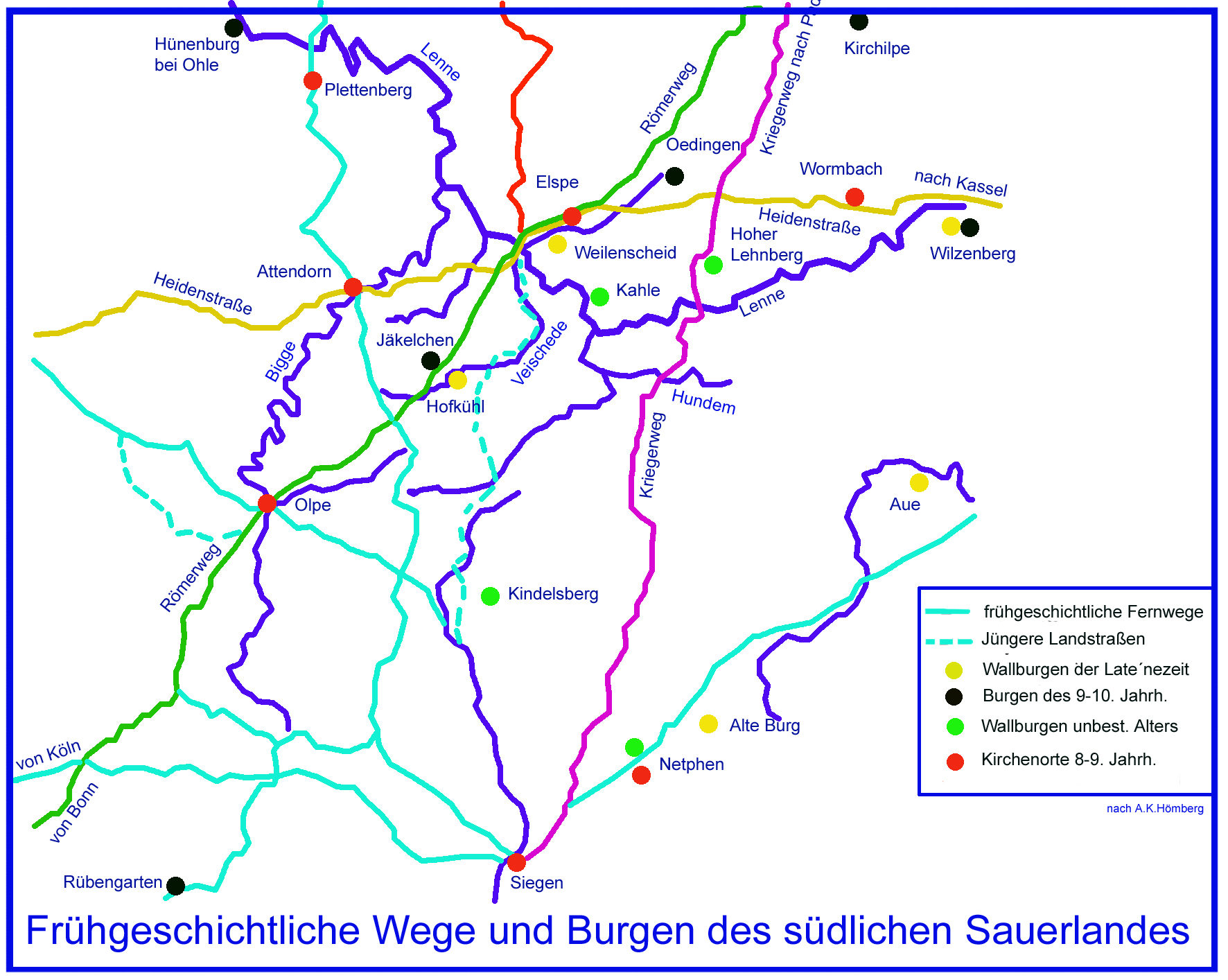
Frühgeschichtliche Wege und Burgen im südlichen Sauerland; Heidenstraße hier gelb dargestellt

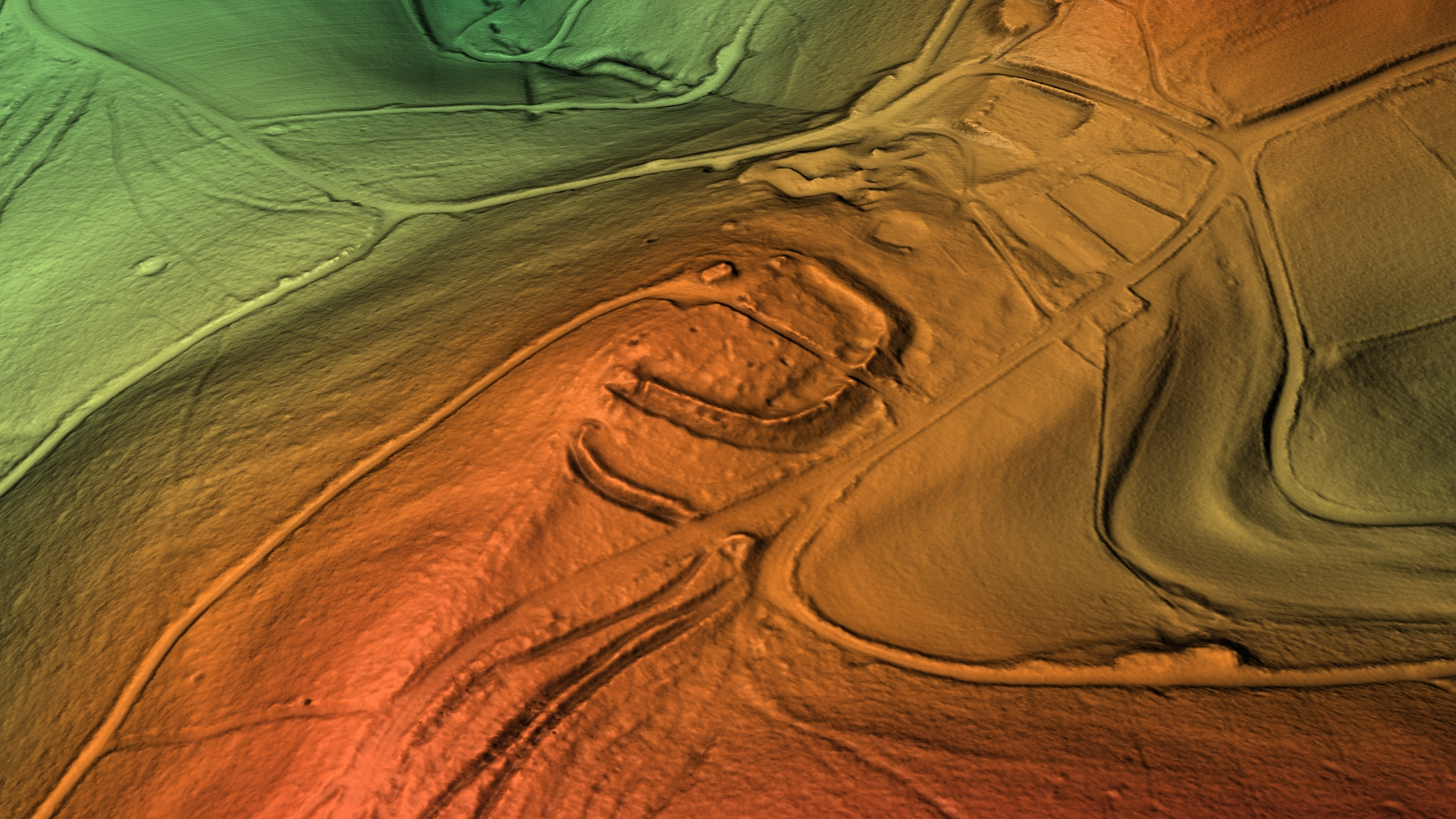
3D-Ansicht des digitalen Geländemodells

Die Wallburg Jäckelchen ist eine Wallanlage in der Stadt Attendorn. Man vermutet, dass sie aus der karolingischen/ottonischen Zeit stammt.

## Lage
Die Wallburg Jäckelchen liegt unweit des heutigen Wohnplatzes Jäckelchen, einem Ortsteil der Stadt Attendorn, auf einem Sattel des Höhenzuges zwischen Veischede- und Repetal. Über diesen Gebirgszug führt der alte „Römerweg“, eine Fernstraße von Bonn kommend.

## Beschreibung der Wallburg

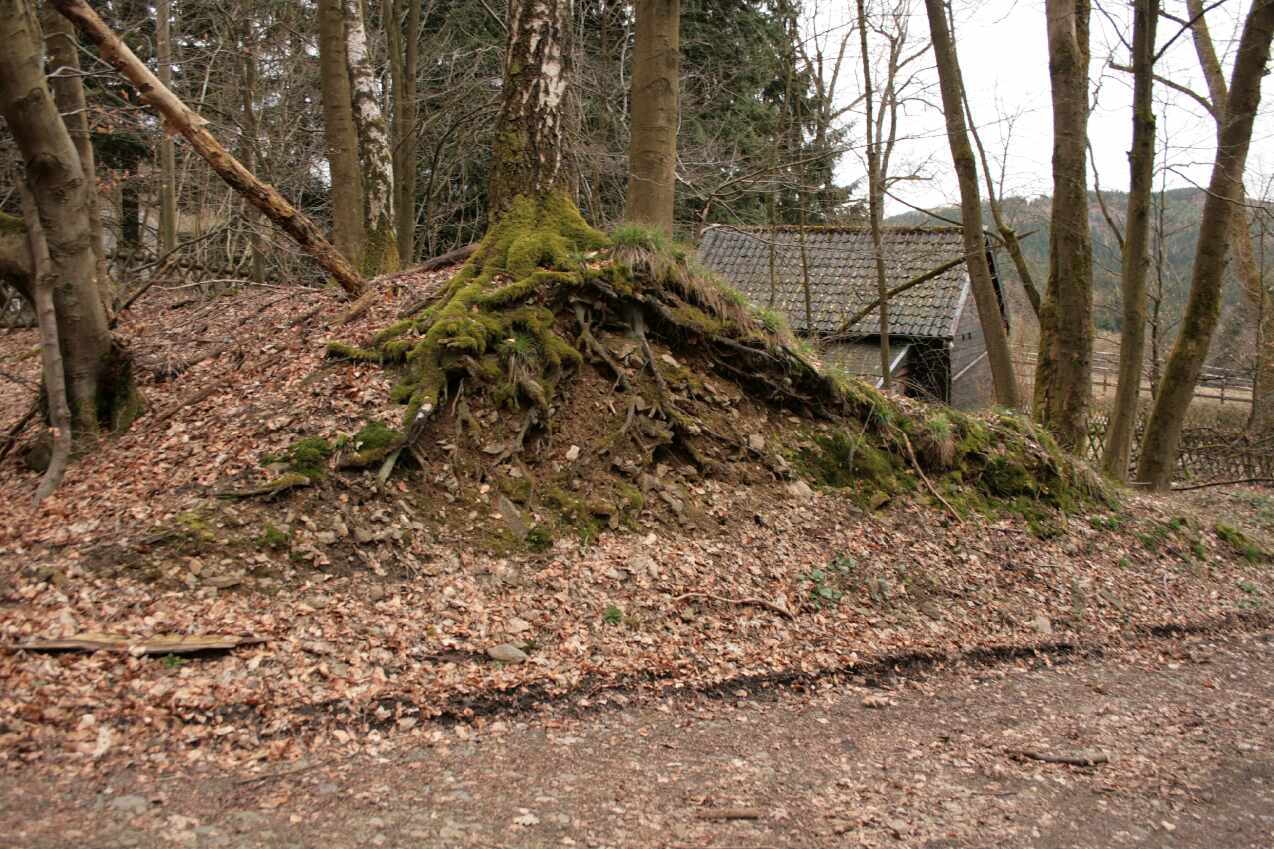
Walldurchbruch durch einen Wirtschaftsweg

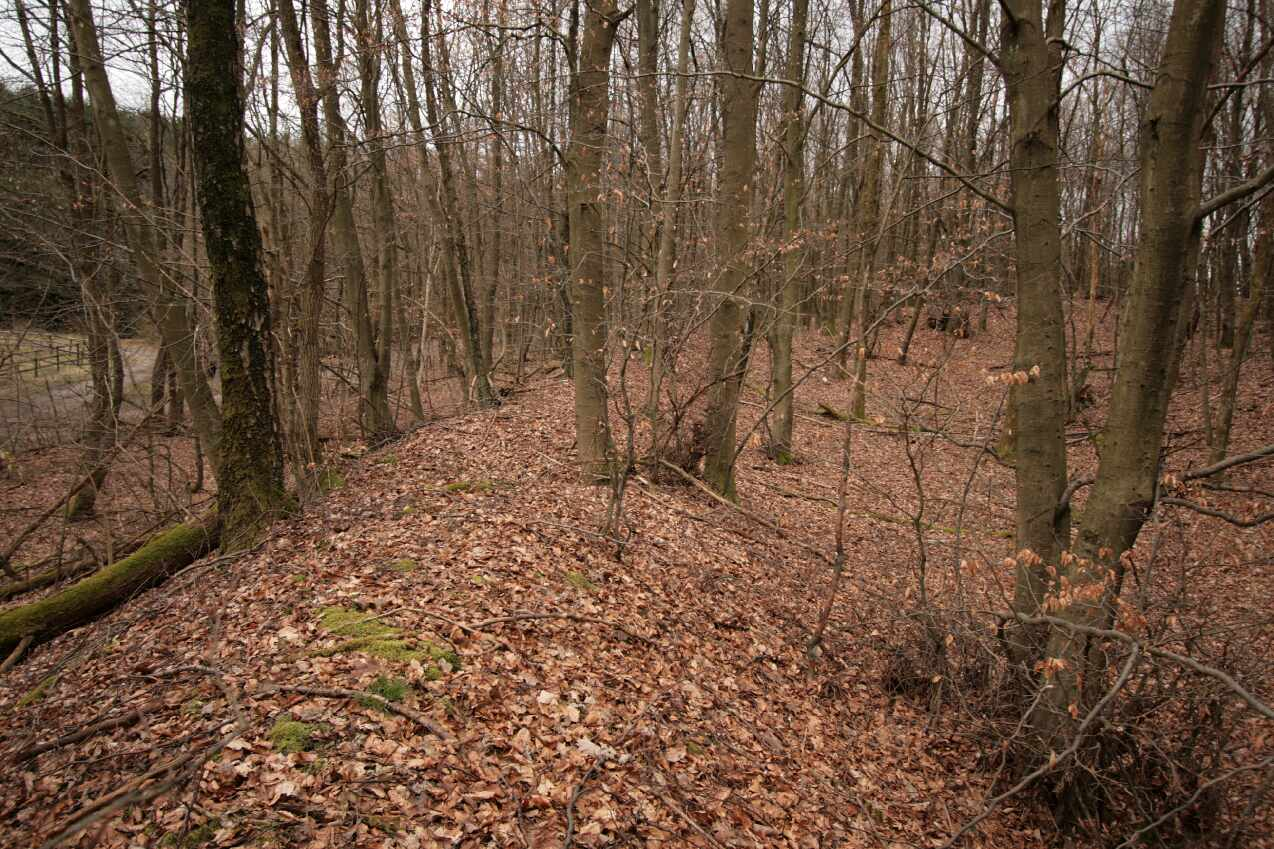
Hauptwall, links: vorgelagerter Graben, rechts: Burginnenseite

Detail Urkataster 1831, Gemeinde Helden, Flur XIX, JAECKELCHEN

Die Berghänge des Jäckelchen, welches zwischen den beiden Bergkuppen des „Quinhagen“ und des „Osterlöh“ liegt, fallen nach Westen steil zum Repetal ab. Nach Osten bildet eine Quellmulde direkt unterhalb ein breites Siepen zum Veischedetal. Auf der gegenüberliegenden steil zum Veischedetal abfallenden Bergkuppe des Hofkühlberges liegt die Wallanlage Hofkühl.
Auf dem Jäckelchen wird der Römerweg durch mehrere Gräben und Wälle parallel hierzu eingezwängt und an der Wallanlage mit einem Abschnittswall abgeriegelt. Ein weiterer Abschnittswall führt vom Quinhagen senkrecht zum Römerweg. Weitere parallele Gräben und Wälle sind auf halber Höhe auf der Seite des Repetals zu erkennen. Der Einstieg ins Jäckelchen auf dem Sattel von Oberveischede ins Repetal wird durch vier quer zum Römerweg verlaufende Gräben und Wälle abgesperrt. Die Anlage selbst besteht aus einer mächtigen Außengraben/Wallanlage mit rundlichem bis viereckigem Grundriss neben der alten Straßentrasse gelegen, mit einem im Halbkreis ansetzenden, später gerade werdenden Wall, welcher von einem Graben begleitet wird und den Römerweg abriegelt. Eine alte Toranlage ist nicht zu erkennen. 
Ein Durchbruch durch den Wall im Zuge eines Wirtschaftsweges im Jahre 1983 ließ erkennen, dass der 2 m hohe und 8 bis 10 m breite Wall an der Außenseite durch eine gut gearbeitete Steinmauer als Außenschale gehalten wurde. Auf der Innenseite schloss sich eine 1,2 bis 1,4 m breite Packmauer an, die teilweise aus in größeren Mörtelfladen gelagertem Schotter bestand. Durch Steinraub ist die Mauer abgetragen worden, so dass sich die ursprüngliche Höhe nur schwer rekonstruieren lässt, könnte wenigstens 3 bis 4 m erreicht haben. So könnten zwischen Mauerkrone und Grabensohle 4,5 bis 5 m Höhenunterschied bestanden haben.

## Alter des Jäckelchen
Auswertbare Funde für eine verlässliche Altersbestimmung fehlen, wobei bereits um 1900 Steinwerkzeuge und Feuersteinfunde vom Jäckelchen bekannt sind. Bei Ausgrabungen im Jahre 1952 konnten Scherbenbruchstücke von blau-grauen Kugeltopfwaren des 11. bis 13. Jahrhunderts geborgen werden. Lediglich einige wenige Scherben sind älter und dürften in die vorrömische Eisenzeit gehören. Eine genaue Datierung lassen vorgenannte Funde nicht zu. August Stieren, Vorsitzender der Altertumskommission sowie Albert K. Hömberg haben das Jäckelchen zu den nachkarolingisch-ottonischen Burgen des 8. bis 10. Jahrhunderts gerechnet. Die relativ kleine Burganlage und die bisherigen Funde lassen vermuten, dass das Jäckelchen einer jenen befestigten Herrensitze war, die im Mittelalter an vielen Orten entstanden sind.

## Besonderheit der Anlage
Im Vergleich mit anderen Burganlagen ist die vorgenannte Wegesperre in Form eines Abschnittswalles mit Außengraben bezeichnend. 

## Hofstelle auf dem Jäckelchen
Urkundlich wird die Hofstelle „uff dem Gackul“ erstmals 1536 erwähnt und wurde von freien Bauern bewirtschaftet. Möglicherweise könnte ein Zusammenhang mit den Herren von Helden bestehen, welche ihren Wohnsitz im nur 2,5 km entfernten Helden gehabt haben sollen.

## Vergleichbare Anlagen
Vergleichbare Wallanlagen im Sauerland befinden sich in Altfinnentrop, Bürberg (Turmhügelburg Attendorn), Rüspe und Kirchilpe.

## Flurnamen im Urkataster
Gemarkung Helden, Flur 19: Auf dem Knicke, Melchershahn, Brandhagen, Auf dem Jäckelchen, Berstegge, Am Sengelsberge, In der Helle
Gemarkung Helden, Flur 20: Unter dem Jäckelchen, Bruseneichen, In der Bremke, 